# Großer Preis von Brasilien 1988
Der Große Preis von Brasilien 1988 (offiziell 17º Grande Premio do Brasil) fand am 3. April auf dem Jacarepaguá Circuit in Rio de Janeiro statt und war das erste Rennen der Formel-1-Weltmeisterschaft 1988.

## Berichte

### Hintergrund
Die neue Saison startete mit einigen Einschränkungen für Turbomotoren, sodass manche Teams wieder zu konventionellen Saugmotoren zurückkehrten. Ein weiterer Grund dafür war die frühzeitige Ankündigung, dass ab 1989 ein gänzliches Verbot für Turbomotoren gelten werde.
Bei McLaren setzte man weiterhin Turbomotoren ein, allerdings solche von Honda anstatt wie in den Jahren zuvor von Porsche. Ayrton Senna wurde neuer Teamkollege des zu diesem Zeitpunkt zweimaligen Weltmeisters Alain Prost. Sennas Platz beim Team Lotus nahm Nelson Piquet ein, dessen Nachfolge bei Williams wiederum Riccardo Patrese antrat, der bereits das Saisonfinale 1987 in Australien anstelle von Nigel Mansell für das Team bestritten hatte.
Bei Benetton wurde Teo Fabi durch Alessandro Nannini ersetzt. Dessen ehemaligen Platz bei Minardi nahm der Formel-1-Neuling Luis Pérez-Sala ein. Zakspeed verpflichtete Piercarlo Ghinzani sowie den Debütanten Bernd Schneider, während sich Martin Brundle entschied, für Jaguar an der Sportwagen-Weltmeisterschaft teilzunehmen. Ghinzani wurde bei Ligier durch Stefan Johansson ersetzt, der seinen Platz bei McLaren zugunsten von Senna hatte aufgeben müssen.
Ein weiterer Neuling im Teilnehmerfeld war der Brasilianer Maurício Gugelmin, der Teamkollege von Ivan Capelli bei March wurde. Das Team setzte ebenso wie Williams und Ligier fortan einen Saugmotor des Herstellers Judd ein.
Neben Tyrrell, AGS, Benetton, Larrousse und Coloni gab es fortan mit den neuen Teams Rial, EuroBrun und BMS drei weitere Teams, die einen Ford-Cosworth-Motor einsetzten. EuroBrun nahm mit Oscar Larrauri einen Neuling sowie mit Stefano Modena einen Piloten, der erst ein Formel-1-Rennen bestritten hatte, unter Vertrag. Bei BMS kam am Steuer eines modifizieren Formel-3000-Wagens von Dallara mit 3,0-Liter-Motor Alex Caffi zum Einsatz, der die Saison 1987 für Osella bestritten hatte. Dieses Team setzte 1988 nur noch einen Wagen für Nicola Larini ein, der von einem weiterentwickelten Alfa-Romeo-Motor angetrieben wurde, der fortan die Bezeichnung Osella trug.
Lediglich die Teams Ferrari, Larrousse und Arrows behielten ihre jeweiligen Fahrerbesetzungen des Vorjahres bei. Das Brabham-Team, das sich im Besitz von Bernie Ecclestone befand, trat 1988 nicht an. Dessen Pilot Andrea de Cesaris wurde daraufhin vom deutschen Team Rial engagiert.
Neben Schneider, Gugelmin, Pérez-Sala und Larrauri gab es mit Julian Bailey, der für Tyrrell an den Start ging, noch einen fünften Debütanten an diesem Wochenende.

### Training
Da insgesamt 31 Piloten antraten, um sich für einen der 26 Startplätze zu qualifizieren, wurde eine Vorqualifikation durchgeführt, an der fünf Fahrer teilnehmen mussten. Es handelte sich dabei um die Piloten der Teams Rial, EuroBrun, Coloni und BMS. Caffi schied dadurch als Langsamster aus. Die übrigen 30 Fahrer wurden für die beiden regulären Qualifikationstrainings zugelassen.
Senna qualifizierte sich für die Pole-Position seines Heim-Grand-Prix. Mansell erreichte zur Überraschung der Fachwelt mit dem mit Saugmotor ausgestatteten Williams FW12 den zweiten Startplatz. Prost und Gerhard Berger bildeten die zweite Startreihe vor Piquet und Michele Alboreto.

### Rennen
Während der Einführungsrunde blieb das Getriebe von Sennas McLaren im ersten Gang stecken. In der Startaufstellung signalisierte er dies dem Rennleiter durch Handzeichen, sodass der Start abgebrochen wurde. Nach einem Wechsel ins T-Car nahm Senna das Rennen schließlich aus der Boxengasse auf.
Mansell ging zunächst in Führung, wurde jedoch bereits in der ersten Runde von Prost überholt, der die Spitzenposition fortan bis ins Ziel verteidigte. Senna gelangte bis zur 20. Runde bis auf den zweiten Rang nach vorn, wurde elf Umläufe später jedoch disqualifiziert, da sich sein Wechsel ins T-Car als regelwidrig herausstellte.
Berger belegte am Ende den zweiten Platz vor Piquet. Derek Warwick erreichte das Ziel als Vierter vor Alboreto und Satoru Nakajima.

## Meldeliste
| Team                           | Nr. | Fahrer             | Chassis           | Motor                    | Reifen |
| ------------------------------ | --- | ------------------ | ----------------- | ------------------------ | ------ |
| Camel Team Lotus Honda         | 01  | Nelson Piquet      | Lotus 100T        | Honda RA168E 1.5 V6t     | G      |
| Camel Team Lotus Honda         | 02  | Satoru Nakajima    | Lotus 100T        | Honda RA168E 1.5 V6t     | G      |
| Tyrrell Racing Organisation    | 03  | Jonathan Palmer    | Tyrrell 017       | Ford Cosworth DFZ 3.5 V8 | G      |
| Tyrrell Racing Organisation    | 04  | Julian Bailey      | Tyrrell 017       | Ford Cosworth DFZ 3.5 V8 | G      |
| Canon Williams Team            | 05  | Nigel Mansell      | Williams FW12     | Judd CV 3.5 V8           | G      |
| Canon Williams Team            | 06  | Riccardo Patrese   | Williams FW12     | Judd CV 3.5 V8           | G      |
| West Zakspeed Racing           | 09  | Piercarlo Ghinzani | Zakspeed 881      | Zakspeed 1500/4 1.5 L4t  | G      |
| West Zakspeed Racing           | 10  | Bernd Schneider    | Zakspeed 881      | Zakspeed 1500/4 1.5 L4t  | G      |
| Honda Marlboro McLaren         | 11  | Alain Prost        | McLaren MP4/4     | Honda RA168E 1.5 V6t     | G      |
| Honda Marlboro McLaren         | 12  | Ayrton Senna       | McLaren MP4/4     | Honda RA168E 1.5 V6t     | G      |
| AGS Racing                     | 14  | Philippe Streiff   | AGS JH22          | Ford Cosworth DFZ 3.5 V8 | G      |
| Leyton House March Racing Team | 15  | Maurício Gugelmin  | March 881         | Judd CV 3.5 V8           | G      |
| Leyton House March Racing Team | 16  | Ivan Capelli       | March 881         | Judd CV 3.5 V8           | G      |
| USF&G Arrows Megatron          | 17  | Derek Warwick      | Arrows A10B       | Megatron M12/13 1.5 L4t  | G      |
| USF&G Arrows Megatron          | 18  | Eddie Cheever      | Arrows A10B       | Megatron M12/13 1.5 L4t  | G      |
| Benetton Formula Ltd           | 19  | Alessandro Nannini | Benetton B188     | Ford Cosworth DFR 3.5 V8 | G      |
| Benetton Formula Ltd           | 20  | Thierry Boutsen    | Benetton B188     | Ford Cosworth DFR 3.5 V8 | G      |
| Osella Squadra Corse           | 21  | Nicola Larini      | Osella FA1I       | Osella 890T 1.5 V8t      | G      |
| Rial Racing                    | 22  | Andrea de Cesaris  | Rial ARC1         | Ford Cosworth DFZ 3.5 V8 | G      |
| Lois Minardi Team              | 23  | Adrián Campos      | Minardi M188      | Ford Cosworth DFZ 3.5 V8 | G      |
| Lois Minardi Team              | 24  | Luis Pérez-Sala    | Minardi M188      | Ford Cosworth DFZ 3.5 V8 | G      |
| Ligier Loto                    | 25  | René Arnoux        | Ligier JS31       | Judd CV 3.5 V8           | G      |
| Ligier Loto                    | 26  | Stefan Johansson   | Ligier JS31       | Judd CV 3.5 V8           | G      |
| Scuderia Ferrari SpA SEFAC     | 27  | Michele Alboreto   | Ferrari F1-87/88C | Ferrari 033E 1.5 V6t     | G      |
| Scuderia Ferrari SpA SEFAC     | 28  | Gerhard Berger     | Ferrari F1-87/88C | Ferrari 033E 1.5 V6t     | G      |
| Larrousse Calmels              | 29  | Yannick Dalmas     | Lola LC88         | Ford Cosworth DFZ 3.5 V8 | G      |
| Larrousse Calmels              | 30  | Philippe Alliot    | Lola LC88         | Ford Cosworth DFZ 3.5 V8 | G      |
| Coloni SpA                     | 31  | Gabriele Tarquini  | Coloni FC188      | Ford Cosworth DFZ 3.5 V8 | G      |
| EuroBrun Racing                | 32  | Oscar Larrauri     | EuroBrun ER188    | Ford Cosworth DFZ 3.5 V8 | G      |
| EuroBrun Racing                | 33  | Stefano Modena     | EuroBrun ER188    | Ford Cosworth DFZ 3.5 V8 | G      |
| BMS Scuderia Italia            | 36  | Alex Caffi         | Dallara 3087      | Ford Cosworth DFV 3.0 V8 | G      |

## Klassifikationen

### Qualifying
| Pos. | Fahrer             | Konstrukteur    | Vorqualifikation | Vorqualifikation  | 1. Qualifikationstraining | 1. Qualifikationstraining | 2. Qualifikationstraining | 2. Qualifikationstraining | Start |
| Pos. | Fahrer             | Konstrukteur    | Zeit             | Ø-Geschwindigkeit | Zeit                      | Ø-Geschwindigkeit         | Zeit                      | Ø-Geschwindigkeit         | Start |
| ---- | ------------------ | --------------- | ---------------- | ----------------- | ------------------------- | ------------------------- | ------------------------- | ------------------------- | ----- |
| 01   | Ayrton Senna       | McLaren-Honda   | –                | –                 | 1:30,218                  | 200,754 km/h              | 1:28,096                  | 205,589 km/h              | 01    |
| 02   | Nigel Mansell      | Williams-Judd   | –                | –                 | 1:30,928                  | 199,186 km/h              | 1:28,632                  | 204,346 km/h              | 02    |
| 03   | Alain Prost        | McLaren-Honda   | –                | –                 | 1:31,975                  | 196,919 km/h              | 1:28,782                  | 204,001 km/h              | 03    |
| 04   | Gerhard Berger     | Ferrari         | –                | –                 | 1:32,123                  | 196,602 km/h              | 1:29,026                  | 203,442 km/h              | 04    |
| 05   | Nelson Piquet      | Lotus-Honda     | –                | –                 | 1:32,888                  | 194,983 km/h              | 1:30,087                  | 201,046 km/h              | 05    |
| 06   | Michele Alboreto   | Ferrari         | –                | –                 | 1:32,523                  | 195,752 km/h              | 1:30,114                  | 200,985 km/h              | 06    |
| 07   | Thierry Boutsen    | Benetton-Ford   | –                | –                 | 1:32,060                  | 196,737 km/h              | 1:30,140                  | 200,927 km/h              | 07    |
| 08   | Riccardo Patrese   | Williams-Judd   | –                | –                 | 1:34,070                  | 192,533 km/h              | 1:30,439                  | 200,263 km/h              | 08    |
| 09   | Ivan Capelli       | March-Judd      | –                | –                 | 1:33,546                  | 193,612 km/h              | 1:30,929                  | 199,184 km/h              | 09    |
| 10   | Satoru Nakajima    | Lotus-Honda     | –                | –                 | 1:33,293                  | 194,137 km/h              | 1:31,280                  | 198,418 km/h              | 10    |
| 11   | Derek Warwick      | Arrows-Megatron | –                | –                 | 1:34,323                  | 192,017 km/h              | 1:31,723                  | 197,460 km/h              | 11    |
| 12   | Alessandro Nannini | Benetton-Ford   | –                | –                 | 1:31,772                  | 197,354 km/h              | 1:32,748                  | 195,278 km/h              | 12    |
| 13   | Maurício Gugelmin  | March-Judd      | –                | –                 | 1:34,037                  | 192,601 km/h              | 1:31,833                  | 197,223 km/h              | 13    |
| 14   | Andrea de Cesaris  | Rial-Ford       | 1:37,033         | 186,654 km/h      | 1:34,988                  | 190,673 km/h              | 1:32,275                  | 196,279 km/h              | 14    |
| 15   | Eddie Cheever      | Arrows-Megatron | –                | –                 | 1:33,787                  | 193,114 km/h              | 1:32,843                  | 195,078 km/h              | 15    |
| 16   | Philippe Alliot    | Lola-Ford       | –                | –                 | 1:35,930                  | 188,800 km/h              | 1:32,933                  | 194,889 km/h              | 16    |
| 17   | Yannick Dalmas     | Lola-Ford       | –                | –                 | 1:36,382                  | 187,915 km/h              | 1:33,408                  | 193,898 km/h              | 17    |
| 18   | René Arnoux        | Ligier-Judd     | –                | –                 | 1:37,274                  | 186,192 km/h              | 1:34,474                  | 191,710 km/h              | 18    |
| 19   | Philippe Streiff   | AGS-Ford        | –                | –                 | 1:37,601                  | 185,568 km/h              | 1:34,481                  | 191,696 km/h              | 19    |
| 20   | Luis Pérez-Sala    | Minardi-Ford    | –                | –                 | 1:36,593                  | 187,504 km/h              | 1:34,532                  | 191,592 km/h              | 20    |
| 21   | Stefan Johansson   | Ligier-Judd     | –                | –                 | 1:37,454                  | 185,848 km/h              | 1:34,579                  | 191,497 km/h              | 21    |
| 22   | Jonathan Palmer    | Tyrrell-Ford    | –                | –                 | 1:38,628                  | 183,635 km/h              | 1:34,686                  | 191,281 km/h              | 22    |
| 23   | Adrián Campos      | Minardi-Ford    | –                | –                 | 1:37,164                  | 186,402 km/h              | 1:34,886                  | 190,877 km/h              | 23    |
| 24   | Stefano Modena     | EuroBrun-Ford   | 1:37,886         | 185,027 km/h      | 1:37,506                  | 185,749 km/h              | 1:34,910                  | 190,829 km/h              | 24    |
| 25   | Gabriele Tarquini  | Coloni-Ford     | 1:43,869         | 174,370 km/h      | 1:41,149                  | 179,059 km/h              | 1:35,407                  | 189,835 km/h              | 25    |
| 26   | Oscar Larrauri     | EuroBrun-Ford   | 1:38,276         | 184,293 km/h      | 1:38,347                  | 184,160 km/h              | 1:35,711                  | 189,232 km/h              | 26    |
| DNQ  | Julian Bailey      | Tyrrell-Ford    | –                | –                 | 1:39,771                  | 181,532 km/h              | 1:36,137                  | 188,394 km/h              | –     |
| DNQ  | Piercarlo Ghinzani | Zakspeed        | –                | –                 | 1:40,431                  | 180,339 km/h              | 1:37,621                  | 185,530 km/h              | –     |
| DNQ  | Nicola Larini      | Osella          | –                | –                 | 1:38,927                  | 183,080 km/h              | 1:38,371                  | 184,115 km/h              | –     |
| DNQ  | Bernd Schneider    | Zakspeed        | –                | –                 | 1:45,540                  | 171,609 km/h              | 1:38,614                  | 183,662 km/h              | –     |
| DNPQ | Alex Caffi         | Dallara-Ford    | 1:46,442         | 170,155 km/h      | –                         | –                         | –                         | –                         | –     |

### Rennen
| Pos. | Fahrer             | Konstrukteur    | Runden | Stopps | Zeit        | Start | Schnellste Runde |
| ---- | ------------------ | --------------- | ------ | ------ | ----------- | ----- | ---------------- |
| 01   | Alain Prost        | McLaren-Honda   | 60     | 0      | 1:36:06,857 | 03    | 1:33,540         |
| 02   | Gerhard Berger     | Ferrari         | 60     | 0      | + 9,873     | 04    | 1:32,943         |
| 03   | Nelson Piquet      | Lotus-Honda     | 60     | 0      | + 1:08,581  | 05    | 1:33,597         |
| 04   | Derek Warwick      | Arrows-Megatron | 60     | 0      | + 1:13,348  | 11    | 1:35,020         |
| 05   | Michele Alboreto   | Ferrari         | 60     | 0      | + 1:14,556  | 06    | 1:33,193         |
| 06   | Satoru Nakajima    | Lotus-Honda     | 59     | 0      | + 1 Runde   | 10    | 1:33,903         |
| 07   | Thierry Boutsen    | Benetton-Ford   | 59     | 0      | + 1 Runde   | 07    | 1:34,457         |
| 08   | Eddie Cheever      | Arrows-Megatron | 59     | 0      | + 1 Runde   | 15    | 1:34,632         |
| 09   | Stefan Johansson   | Ligier-Judd     | 57     | 0      | + 3 Runden  | 21    | 1:36,429         |
| –    | Andrea de Cesaris  | Rial-Ford       | 53     | 1      | DNF         | 14    | 1:34,440         |
| –    | Jonathan Palmer    | Tyrrell-Ford    | 47     | 0      | DNF         | 22    | 1:36,758         |
| –    | Luis Pérez-Sala    | Minardi-Ford    | 46     | 0      | DNF         | 20    | 1:36,929         |
| –    | Philippe Alliot    | Lola-Ford       | 40     | 0      | DNF         | 16    | 1:36,613         |
| –    | Philippe Streiff   | AGS-Ford        | 35     | 0      | DNF         | 19    | 1:36,451         |
| –    | Gabriele Tarquini  | Coloni-Ford     | 35     | 0      | DNF         | 25    | 1:37,112         |
| –    | Yannick Dalmas     | Lola-Ford       | 32     | 0      | DNF         | 17    | 1:35,003         |
| –    | René Arnoux        | Ligier-Judd     | 23     | 0      | DNF         | 18    | 1:38,556         |
| –    | Stefano Modena     | EuroBrun-Ford   | 20     | 0      | DNF         | 24    | 1:38,401         |
| –    | Nigel Mansell      | Williams-Judd   | 18     | 0      | DNF         | 02    | 1:35,346         |
| –    | Alessandro Nannini | Benetton-Ford   | 7      | 0      | DNF         | 12    | 1:36,616         |
| –    | Riccardo Patrese   | Williams-Judd   | 6      | 0      | DNF         | 08    | 1:37,003         |
| –    | Ivan Capelli       | March-Judd      | 6      | 0      | DNF         | 09    | 1:37,024         |
| –    | Adrián Campos      | Minardi-Ford    | 5      | 0      | DNF         | 23    | 1:41,641         |
| –    | Maurício Gugelmin  | March-Judd      | 0      | 0      | DNF         | 13    | –                |
| –    | Oscar Larrauri     | EuroBrun-Ford   | 0      | 0      | DNF         | 26    | –                |
| DSQ  | Ayrton Senna       | McLaren-Honda   | 31     | 0      | –           | 01    | 1:34,657         |

## WM-Stände nach dem Rennen
Die ersten sechs des Rennens bekamen 9, 6, 4, 3, 2 bzw. 1 Punkt(e).  In der Fahrerwertung wurden die besten elf Resultate, in der Konstrukteurswertung alle Resultate gewertet.

### Fahrerwertung
| Pos. | Fahrer            | Konstrukteur    | Punkte |
| ---- | ----------------- | --------------- | ------ |
| 01   | Alain Prost       | McLaren-Honda   | 9      |
| 02   | Gerhard Berger    | Ferrari         | 6      |
| 03   | Nelson Piquet     | Lotus-Honda     | 4      |
| 04   | Derek Warwick     | Arrows-Megatron | 3      |
| 05   | Michele Alboreto  | Ferrari         | 2      |
| 06   | Satoru Nakajima   | Lotus-Honda     | 1      |
| 07   | Thierry Boutsen   | Benetton-Ford   | 0      |
| 08   | Eddie Cheever     | Arrows-Megatron | 0      |
| 09   | Stefan Johansson  | Ligier-Judd     | 0      |
| –    | Andrea de Cesaris | Rial-Ford       | 0      |
| –    | Jonathan Palmer   | Tyrrell-Ford    | 0      |
| –    | Luis Pérez-Sala   | Minardi-Ford    | 0      |
| –    | Philippe Alliot   | Lola-Ford       | 0      |

| Pos. | Fahrer             | Konstrukteur  | Punkte |
| ---- | ------------------ | ------------- | ------ |
| –    | Philippe Streiff   | AGS-Ford      | 0      |
| –    | Gabriele Tarquini  | Coloni-Ford   | 0      |
| –    | Yannick Dalmas     | Lola-Ford     | 0      |
| –    | René Arnoux        | Ligier-Judd   | 0      |
| –    | Stefano Modena     | EuroBrun-Ford | 0      |
| –    | Nigel Mansell      | Williams-Judd | 0      |
| –    | Alessandro Nannini | Benetton-Ford | 0      |
| –    | Riccardo Patrese   | Williams-Judd | 0      |
| –    | Ivan Capelli       | March-Judd    | 0      |
| –    | Adrián Campos      | Minardi-Ford  | 0      |
| –    | Maurício Gugelmin  | March-Judd    | 0      |
| –    | Oscar Larrauri     | EuroBrun-Ford | 0      |
| –    | Ayrton Senna       | McLaren-Honda | 0      |

### Konstrukteurswertung
| Pos. | Konstrukteur    | Punkte |
| ---- | --------------- | ------ |
| 01   | McLaren-Honda   | 9      |
| 02   | Ferrari         | 8      |
| 03   | Lotus-Honda     | 5      |
| 04   | Arrows-Megatron | 3      |
| 05   | Benetton-Ford   | 0      |
| 06   | Ligier-Judd     | 0      |
| –    | Rial-Ford       | 0      |
| –    | Tyrrell-Ford    | 0      |

| Pos. | Konstrukteur  | Punkte |
| ---- | ------------- | ------ |
| –    | Minardi-Ford  | 0      |
| –    | Lola-Ford     | 0      |
| –    | AGS-Ford      | 0      |
| –    | Coloni-Ford   | 0      |
| –    | EuroBrun-Ford | 0      |
| –    | Williams-Judd | 0      |
| –    | March-Judd    | 0      |